# Herre, dig i nåd förbarma!
Herre, dig i nåd förbarma! är en psalm med fyra verser, författade av Samuel Ödmann år 1798. Sjungs till en melodi som förmodas vara komponerad av Johann Balthasar König.

## Publicerad i
- 1819 års psalmbok som nr 384 under rubriken "Med avseende på särskilda personer, tider och omständigheter: Allmänna bön- och klagodagar".
- Svenska Missionsförbundets sångbok 1920 som nr 719 under rubriken "Konung och Fädernesland".
- Sionstoner 1935 nr 15 under rubriken "Inledning och bön".
- 1937 års psalmbok som nr 158 under rubriken "Botdagen".
- Den svenska psalmboken 1986 som nr 542 under rubriken "Att leva av tro. Bättring-Omvändelse".